# 教来河
教来河，位于中华人民共和国内蒙古自治区赤峰市东部的一条河流，是西辽河右岸支流，发源于敖汉旗南部金厂沟梁镇四六地村西南的北大洼，蜿蜒向东北流，流经敖汉旗东部，奈曼旗中部，开鲁县东来镇，通辽市科尔沁区与科尔沁左翼后旗交界地带，干流经过通辽市科尔沁区西南的小塔子水库后分为南北两支，北支称清河，南支称洪河，两支大体平行向东流，汇入吐尔基山水库。吐尔基山水库以下干流一般称为“清河”，最后于科尔沁左翼中旗门达镇太平庄村汇入西辽河。河流全长482.2千米，流域面积18300平方千米，年均径流量2.36亿立方米。教来河流域植被较差，水土流失严重，年均输沙量751万立方米，属多泥沙河流。中下游无明显河道，漫游于坨甸间。